# Kim Jaggy
Kim Jaggy (Varen, Suiza, 14 de noviembre de 1982) es un futbolista haitiano nacido en Suiza. Juega de lateral izquierdo y su actual club es el FC Aarau de la Raiffeisen Super League de suiza.

## Selección nacional
Ha sido internacional con la Selección de fútbol de Haití, con la que hasta el momento ha disputado 4 partidos internacionales, en los que ha anotado 1 gol. También ha sido internacional en 23 ocasiones con la selección sub-21 de Suiza.

## Clubes
| Club                    | País         | Año        |
| ----------------------- | ------------ | ---------- |
| Grasshopper-Club Zürich | Suiza        | 2000-2007  |
| Sparta Rotterdam        | Países Bajos | 2007-2009  |
| Skoda Xanthi FC         | Grecia       | 2009-2011  |
| FC Wil 1900             | Suiza        | 2011- 2013 |
| FC Aarau                | Suiza        | 2013-      |